# Eva Millberg
Eva Ingabritt Millberg, född 27 april 1949 i Solna, är en svensk skådespelare.

## Biografi
Millberg började med teater 18 år gammal på Studentteatern, och var därefter medlem av olika fria grupper. 1973 var hon med och grundade Dalateatern, där hon hade en anställning fram till 2001. 1984 fortbildade hon sig vid Teaterhögskolan i Stockholm, där hon hade Bo Widerberg som lärare. På Dalateatern har hon bland annat spelat Marie i Georg Büchners Woyzeck, Eva i Bertolt Brechts Herr Puntila och hans dräng Matti, Bernarda i Federico García Lorcas Bernardas hus och Masja i Tjechovs Tre systrar. 2001 spelade hon i Anton Tjechovs Måsen (regi Lars Norén) på Riksteatern, och 2003 i Noréns egen Stilla vatten på samma teater. Hon har också spelat vid Stockholms stadsteater, Malmö stadsteater, Teater Narren, Pistolteatern och Skottes Musikteater.
På film har hon bland annat medverkat i Lasse Åbergs komedi Sällskapsresan II – Snowroller (1985) och Linus Tunströms tv-serie Mästerverket (2006). Hon har även spelat radioteater och arbetat som filmspeaker.

## Filmografi
- 1969 – Konfrontation
- 1985 – Sällskapsresan II – Snowroller
- 1988 – Guld! (TV-serie)
- 2006 – Mästerverket (TV-serie)
- 2013 – Kung Liljekonvalje av dungen
- 2016 – Den allvarsamma leken
- 2018 – Sommaren med släkten  (TV-serie)

## Teater

### Roller (ej komplett)
| År   | Roll                    | Produktion                                                                   | Regi                | Teater                   |
| ---- | ----------------------- | ---------------------------------------------------------------------------- | ------------------- | ------------------------ |
| 1993 |                         | Andorra Max Frisch                                                           | Thomas Müller       | Dalateatern              |
| 1994 | Sibyl                   | Jag älskar dej, markatta (Private Lives) Noël Coward                         | Tim Luscombe(en)    | Dalateatern              |
| 1994 |                         | Lysande utsikter (Great Expectations) Charles Dickens                        | Hans Rosenquist     | Dalateatern              |
| 2001 |                         | Måsen (Чайка, Tjajka) Anton Tjechov                                          | Lars Norén          | Riksteatern              |
| 2006 | Grevinnan av Roussillon | Slutet gott, allting gott (All's Well That Ends Well) William Shakespeare    | Thomas Segerström   | Romateatern              |
| 2017 |                         | Stilla liv Lars Norén                                                        | Lars Norén          | Dramaten                 |
| 2022 | Vi F-erna               | Undkom ensam/Tänk om om bara (Escaped Alone/What If If Only) Caryl Churchill | Ole Anders Tandberg | Kulturhuset Stadsteatern |